# Benjamin de la Fuente
Pour les articles homonymes, voir De la Fuente.
Benjamin de la Fuente, né le 6 octobre 1969 à Bordeaux, est un compositeur et musicien français. 
Pensionnaire de la Villa Médicis en 2001, il crée avec Samuel Sighicelli le groupe Caravaggio composé de Bruno Chevillon (basse, contrebasse), Éric Échampard (batterie, percussions) et Samuel Sighicelli (orgue électrique, synthétiseurs analogiques, sampler) au sein duquel il joue du violon et de la guitare électriques.

## Discographie
- Caravaggio, INA/GRM 2004
- La longue marche, œuvres pour violon et électronique, 2009
- Caravaggio#2, Label La Buissonne, 2012
- Contrecoup, Signature - Radio France 2016
- Turn Up, Label La Buissonne, 2017
- Mosaïques, François Cotinaud (soundpainter), Benjamin de la Fuente et l'ensemble Multilatérale. Film de Jérémie Schellaert. CD-DVD 2017 Label Musivi / Soundpainting collection - France
- Tempus Fugit, Eole Records, 2020

## Récompenses
- Lauréat du 1er Prix du concours International de Composition d'Aquitaine (ADAMA), 1990
- Maîtrise de Musicologie à l’université de Paris VIII, 1996
- Prix Hervé Dugardin de la Sacem, 2002
- Son disque, La longue marche, œuvres pour violon et électronique, a reçu le prix national du disque de l'académie Charles-Cros en 2009.
- Prix André Caplet de l'Académie des Beaux-Arts de l'Institut de France, 2009.
- Grand prix lycéen des compositeurs 2010 pour le disque la longue Marche
- 2017 : Coup de cœur Musique Contemporaine 2017 de l'Académie Charles-Cros pour Contrecoup, proclamé le 3 janvier 2018 lors de l’émission le concert du soir d’Arnaud Merlin sur France Musique[1]